# Katharina von Salis
Katharina von Salis Perch-Nielsen (* 26. Oktober 1940 in Zürich) ist eine Schweizer Geologin, Orientierungsläuferin und Frauenrechtlerin. Sie war ausserordentliche Professorin am Departement für Erdwissenschaften an der Eidgenössischen Technischen Hochschule (ETH) in Zürich.

## Leben
Als Tochter der Journalistin Charlotte von Salis wuchs Katharina von Salis in Zollikofen im Kanton Bern auf. Sie studierte Geologie an der Universität Bern, wo sie 1965 ihren Doktorgrad in Geologie und Sedimentologie erlangte. Sie begann als Postdoc zuerst in Kopenhagen und dann in Paris. Von 1968 bis 1974 war sie Dozentin an der Universität Kopenhagen. Zwischen 1974 und 1989 lebte sie mit ihrer Familie in Zürich, dann Amsterdam, Wien, Den Haag und London, bevor sie nach Zürich zurückkam. Sie hatte unter anderem an der Freien Universität Amsterdam, dem Naturhistorischen Museum in Wien und als beratende Biostratigrafikerin für Royal Dutch Shell gearbeitet. 1989 wurde sie zur Titularprofessorin der ETH Zürich ernannt. Am 1. Oktober 2001 trat sie in den Ruhestand.
Sie ist mit dem dänischen Chemieingenieur Jørgen Perch-Nielsen verheiratet und hat drei Töchter.

## Engagement für das Frauenrecht
Während ihrer Arbeit als Professorin der ETH Zürich hat sie sich für die Gleichberechtigung der Geschlechter in der Wissenschaft engagiert und war aktiv im Kampf um die Position von Mädchen und Frauen an Schweizer Hochschulen sowie in Gymnasien. Sie engagierte sich für die Frauenanlaufstelle (heute: Equal! – Stelle für Chancengleichheit von Frau und Mann), welche an der ETH Zürich 1991 gegründet wurde, und beteiligte sich aktiv an deren Aufbau. Die Frauen- und Gleichstellungsbeauftragten der Universitäten und der beiden ETH organisierten sich bereits im Jahr 1992 in der Kofrah (Konferenz der Frauen- und Gleichstellungsbeauftragten an Schweizer Universitäten und Hochschulen), um ihr Know-how zu teilen und um sich gegenseitig zu informieren und zu unterstützen. Katharina von Salis präsidierte diese Vereinigung in den Jahren 1997–2001. Von Salis trug dazu bei, dass das Bundesprogramm Chancengleichheit Realität wurde und der Bund für die Legislaturperiode von 2000–2003 Frauenfördergelder in der Höhe von 16 Millionen Franken sprach. Heute engagiert sie sich für die Gleichstellung der Frau in Graubünden.

## Preise
- 1998: Steno-Medaille für ihre Arbeit in der Mikropaläontologie in Dänemark und Grönland sowie als Pionierin im Studium der Coccolithen.
- 2003: Ehrenmitgliedschaft der «International Nannoplankton Association»[2]
- 2007: Preis der Dr. Ida Somazzi-Stiftung[3] zur Anerkennung ihres Wirkens als Geologin und engagierte Frauenförderin an der ETH und an den Universitäten.
- 2008: «Brady-Medaille» für ihre Beiträge in den Feldern der Biostratigraphie, Paläobiologie und ihr Wissen über Nanofossilien.[4]

## Sportliche Erfolge
- An der allerersten Europäischen Orientierungslauf-Meisterschaft 1962 war sie Sechstplatzierte im Einzelwettkampf und gewann mit dem Schweizer Team die Bronzemedaille in der Staffel.
- An der Europäischen Orientierungslauf-Meisterschaft von 1964 gewann sie eine Silbermedaille in der Staffel und war Zehnte im Einzelwettkampf.
- An der Orientierungslauf-Weltmeisterschaft von 1966 in Fiskars gewann sie eine Silbermedaille im Einzelwettkampf und landete mit der Schweizer Staffel auf dem 4. Platz.
- Im Langlauf gewann sie mehrere Schweizer Meistertitel.[5]

## Ausgewählte Publikationen
- Geologische und sedimentologische Untersuchungen in Molasse und Quartär südöstlich Wolhusen (1965)
- Der Feinbau und die Klassifikation der Coccolithen aus dem Maastrichtien von Dänemark (1968)
- Revision of Triassic stratigraphy of the Scoresby Land and Jameson Land region, East Greenland (1974)